# Ригомањо (Сијена)
Ригомањо је насеље у Италији у округу Сијена, региону Тоскана.
Према процени из 2011. у насељу је живело 144 становника. Насеље се налази на надморској висини од 403 м.